# Bible Voice Broadcasting
Bible Voice Broadcasting（バイブルボイス・ブロードキャスティング）はイギリス・カナダおよびアメリカに本拠を置き、ラジオ国際放送を行うキリスト教系宗教放送局である。

## 放送
2014年現在、40以上の言語で全世界に向けて短波放送を行っている。なお下記の公式サイトよりインターネットで放送を聴くこともできる。

### 日本語放送
BVBの短波による日本語放送は、2016年1月31日の放送をもって終了した。以降はインターネット放送で聴取してほしいと呼びかけている。
日本語放送は2003年10月7日から開始された。
- 「聖書と福音」は2013年12月29日の放送をもって、短波での放送を終了した。中波 (ラジオ関西、ラジオ福島) での放送、及びインターネットでのオンデマンド放送、BBN聖書放送での放送は継続して行われている。大阪府・東住吉キリスト集会の高原剛一郎などがメッセージを担当しており、プリマス・ブレザレン色が強い。

- 「希望の灯」はランドマーク・バプテスト系の日本バプテスト連合・我孫子バプテスト教会によって制作されている。なお、2011年10月2日をもって茨城放送からの「希望の灯」は放送中止となっている。インターネットラジオ (オンデマンド) は、同教会のホームページ、および http://www.bvbroadcasting.org/s/shows/view/1076 で聞くことができる。

## 歴史
当放送局は、1979年以来レバノンなどから短波による宗教放送を行ってきた "Voice of Hope" が、2000年に放送を休止したことを受けて、イギリスの "Bible Voice" とカナダの "High Adventure Gospel Communication Ministries" の両団体が共同で運営する放送局として2002年7月1日に開局した。2003年1月にはアメリカの "Bible Voice USA" も運営に加わった。